# Dalabornas sommarliv på fäbodarna
Dalabornas sommarliv på fäbodarna är en svensk dokumentärfilm från 1915 i regi av Bond-Anders Olsson.
Filmen skildrar fäbodliv i Dalarna och spelades in i trakterna av Dalfors bruk. Filmen börjar med en avfärd från hemmet där man vandrar med kreaturen genom bygatan. Därefter skildras klövjefärden upp till fäboden med tillhörande styrketårsraster. Väl framme ges en genomgång av olika redskap och bruk som hör fäbodlivet till. Filmen avslutas med hemfärden i september månad.
Filmen premiärvisades den 15 november 1915 på biografen Victoria i Göteborg och Stockholmspremiären inföll drygt en vecka senare den 23 november på Brunkebergsteatern. Uppgifterna om premiärdatum och produktionsbolag är dock något osäkra då filmen censurerades så långt som ett år innan premiären. Enligt censurbeskedet finns heller inga uppgifter om produktionsbolag.
Filmen finns bevarad hos Sveriges Television.